# Njukčabealjávrrit (östra)
Njukčabealjávrrit (östra) eller Njuktsapeäljavri är en sjö i kommunen Utsjoki i landskapet Lappland i Finland. Sjön ligger 291,3 meter över havet. Sjön ligger 291,3 meter över havet. Arean är 47 hektar och strandlinjen är 5,54 kilometer lång. Sjön  ingår i Tana älvs huvudavrinningsområde.   Den ligger omkring 360 kilometer norr om Rovaniemi och omkring 1100 kilometer norr om Helsingfors. 